# El Amanal
El Amanal är en ort i Mexiko, tillhörande kommunen Atenco i delstaten Mexiko. El Amanal ligger i den centrala delen av landet och tillhör Mexico Citys storstadsområde. Orten hade 296 invånare vid folkräkningen 2010.